# Вальо Слот
Вальо слот (на датски: Vallø Slot) е имение, разположено на 7 км южно от Кьоге в Стевнс на остров Шеланд, Дания. Резиденция е за неженени, овдовели или разведени жени с благородно потекло. Имението е разположено на 17 метра надморска височина.

## История
Историята на имението Вальо слот започва през 14. век. От 1554 г. до 1651 г. е разделен на два отделни имота, западен Вальо и източен Вальо.
През 1708 г. Вальо слот е придобит от крал Фредерик IV Датски, който го предава на Ана София Ревентлов. През 1731 крал Кристиан VI Датски предава имот на кралица София Магдалена (София Магдален на Бранденбурнг-Кулмбач), която през 1737 г. създава фондацията Нобле Вальо за дъщери девици (на датски: Det Adelige Stift Vallø for ugifte døtre).

## Сгради
Имението Вальо Слот се състои от четири крила със здрави кули и защитено от ров. Южното крило с кулите и западното крило са построени в периода 1580 – 1586 г. от Матте Росенкранц, една от най-богатите жени за времето си. Под притежанието на Кристин Скел, в периода 1638 – 1659 година, имението е разширено с 3 етажа и е разгърнато западното крило. Северното крило е построено от Йохан Корнелиус Криегер през 1721 г.
Сграда, състояща се от 3 крила, е проектирана от Лауриц де Тирай и е построена в периода 1735 – 1738 г. Оцелялото централно крило е разширено с допълнителен етаж от Джордж Дейвид Антон през 1765 г.
Имението е опустошено от пожар през 1893 г., но е възстановено до голяма степен към оригиналния си дизайн от Ханс Йорген Холм в периода 1893 – 1904 г.

## Парк
Паркът е превърнат в градина в стил романтизъм през 1830 г., но са запазени елементи от бившата френска градина от 1720 г. Голям цветен парк е създаден през 1960 г., който по-късно е разпуснат.